# 小巨人3D
《小巨人3D》（英語：Tiny Giants 3D），是由BBC Earth于2014年推出的一部纪录片。
影片主要讲述了在森林的小金花鼠如何在严冬来临之前储存足够了橡果过冬的故事，和在酷热沙漠地带的小蝎子鼠如何学会生存独立的故事，并进一步引发人们了解生活及解决生活中存在的障碍。
本片熟练运用3D原理，把巨人国效应、小人国效应、微距拍摄这些技巧进行了的融合。影片中延时和慢动作效果使用，向我们展示了一些生物是如何跳跃和快速奔跑的，甚至可以让我们看到蘑菇生长的短暂瞬间。

## 外部連結
- 互联网电影数据库（IMDb）上《小巨人3D》的资料（英文）
- 爛番茄上《小巨人3D》的資料（英文）
- 豆瓣电影上《小巨人3D》的資料 （简体中文）
- Tiny Giants 3D
- YouTube上的相关视频